# Джордж Формби
Джордж Формби (на английски: George Formby) е английски актьор и музикант.

## Биография
Той е роден на 26 май 1904 г. в Уигън край Манчестър в семейството на известния комик Джордж Формби Старши. След смъртта на баща му през 1921 г. започва работа в мюзикхол представления и става популярен като комик и изпълнител на сатирични песни. Придобива международна известност с участието си в множество филми през 30-те и 40-те години, превръщайки се в най-популярната личност в британската развлекателна индустрия за този период.
Джордж Фирмби умира на 6 март 1961 година в Престън.